# Tingslag

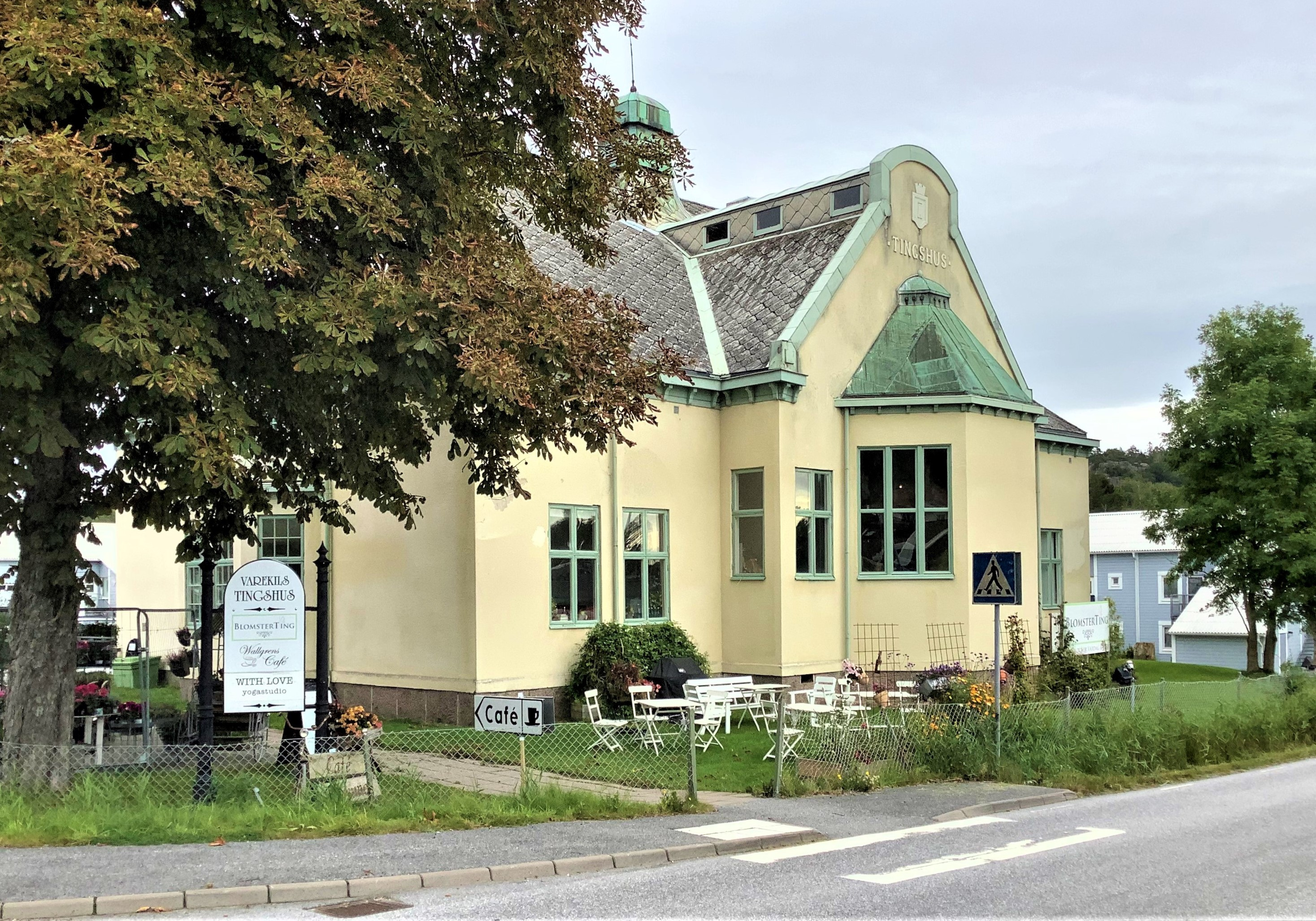
Tingshuset i Varekil på Orust, byggt 1911–1912, som fungerade som tingshus 1912–1961. Arkitekt var Rudolf Lange.

Tingslag utgjorde beteckningen för häradsrättens domkrets (territorium), området som bildade en häradsrätts rättskipningsdistrikt. 
Domsaga betecknade territoriet för häradshövdingen, vilket inte alltid överensstämde med rättens distrikt. Historiskt sett kunde till exempel en domsaga innehålla ett flertal häradsrätter. 
Till grund för indelningen i tingslag låg i Götaland och Svealand häradsindelningen. I Norrland, samt större delen av Dalarna, var grunden socken- och landskapsindelningen. Ett tingslag kunde bestå av sockenmän, även benämnda rådmän, från ett antal socknar inom ett eller flera häraden. Ett stort härad kunde också av praktiska skäl indelas i mindre tingslag. För varje tingslag skulle det helst finnas ett ordinarie tingsställe med tingshus för sammanträdena, som i regel ägde rum fyra gånger om året. Under medeltiden sammanträdde man ofta under bar himmel. 
År 1971 ersatte den nuvarande tingsrätten de tidigare häradsrätterna och rådhusrätterna. Det judiciella området för tingsrätten och domaren, samt de ordinarie ledamöterna, blev därmed den domsaga som idag utgör en domkrets.